# 120 męczenników chińskich
120 męczenników chińskich (znani również jako Augustyn Zhao Rong i Towarzysze) jest to grupa męczenników zaliczonych w poczet świętych katolickich w 2000 r. przez Jana Pawła II.
W różnych okresach historii Chin kilkakrotnie miały miejsca prześladowania chrześcijan. Ofiarami stawali się zarówno zagraniczni misjonarze, jak i chrześcijanie chińskiego pochodzenia. Część spośród męczenników została wyniesiona na ołtarze. Za protomęczennika chińskiego uważa się Franciszka de Capillasa. W połowie XVIII wieku pięciu hiszpańskich misjonarzy działających w latach 1715–1747 zostało straconych w wyniku prześladowań trwających od 1729 r. i ponownie od 1746. Kolejne prześladowania miały miejsce w XIX w. Zostały one zapoczątkowane przez kilka edyktów wydanych przeciwko chrześcijanom przez cesarza Jiaqinga (pierwszy z nich w 1805 r.). Prześladowania na dużą skalę miały miejsce podczas powstania bokserów.
Beatyfikacje męczenników chińskich odbyły się w kilku grupach:
- 14 maja 1893 – 5 osób (Piotr Sans i Yordà, Franciszek Serrano, Jan Alcober, Joachim Royo, Franciszek Diaz) – papież Leon XIII
- 27 maja 1900 – 13 osób (August Chapdelaine i Towarzysze) – papież Leon XIII
- 2 maja 1909 – 14 osób  (Franciszek de Capillas, Jan Neel i Towarzysze) – papież Pius X
- 24 listopada 1946 – 29 osób (Grzegorz Grassi i 28 Towarzyszy) – papież Pius XII
- 18 lutego 1951 – 1 osoba (Alberyk Crescitelli) – papież Pius XII
- 17 kwietnia 1955 – 56 osób (Leon Mangin i 55 Towarzyszy) – papież Pius XII
- 15 maja 1983 – 2 osoby (Alojzy Versiglia i Kalikst Caravario) – papież Jan Paweł II

Kanonizacji tych 120 męczenników dokonał łącznie papież Jan Paweł II 1 października 2000 r. w Rzymie.
Dzień wspomnienia: 9 lipca

## Lista 120 męczenników chińskich

### Zagraniczni misjonarze
Dominikanie
- św. Franciszek de Capillas
- św. Franciszek Diaz
- św. Franciszek Serrano
- św. Jan Alcober
- św. Joachim Royo
- św. Piotr Sans i Yordà

Franciszkanie
- św. Andrzej Bauer
- św. Antoni Fantosati
- św. Cezydiusz Giacomantonio
- św. Eliasz Facchini
- św. Franciszek Fogolla
- św. Grzegorz Grassi
- św. Jan z Triory
- św. Józef Gambaro
- św. Teodoryk Balat

Towarzystwo Misji Zagranicznych w Paryżu
- św. August Chapdelaine
- św. Jan Dufresse
- św. Jan Neel

Jezuici
- św. Leon Mangin
- św. Modest Andlauer
- św. Paweł Denn
- św. Remigiusz Isoré

Salezjanie
- św. Kalikst Caravario
- św. Alojzy Versiglia

Z innych zgromadzeń
- św. Alberyk Crescitelli
- św. Franciszek Regis Clet

Franciszkanki Misjonarki Maryi
- św. Maria Hermina od Jezusa (Irma Grivot)
- św. Maria od Pokoju (Marianna Giuliani)
- św. Maria Klara (Clelia Nanetti)
- św. Maria od Bożego Narodzenia (Jeanne-Marie Kerguin)
- św. Maria od św. Justyna (Anne-Françoise Moreau)
- św. Maria Adolfina (Anna Catharina Dierkx)
- św. Maria Amandyna (Maria-Paulina Jeuris)

### Chińczycy

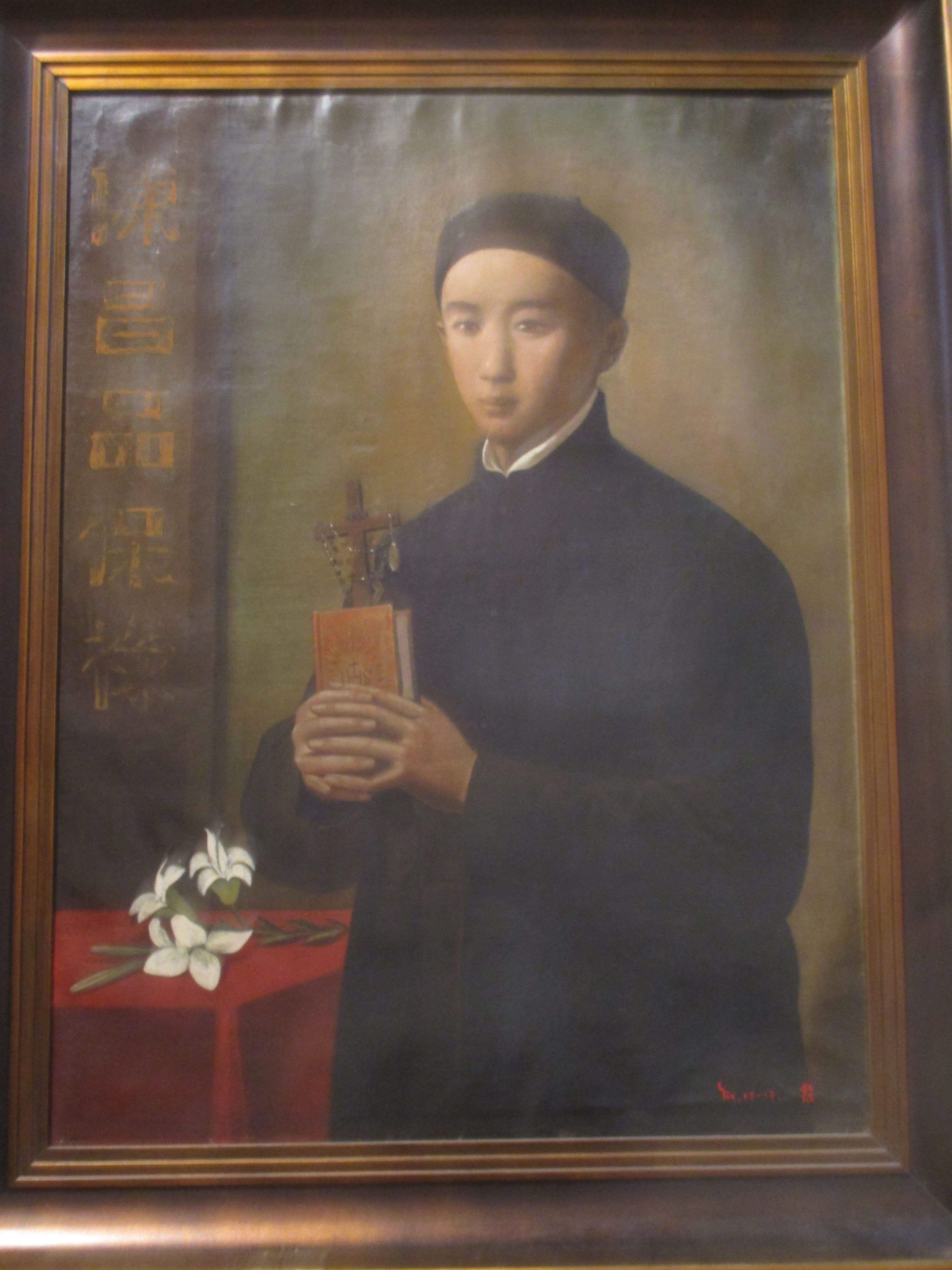
św. Paweł Chen

Księża
- św. Augustyn Zhao Rong
- św. Józef Yuan Zaide
- św. Paweł Liu Hanzuo
- św. Tadeusz Liu Ruiting

Seminarzyści
- św. Filip Zhang Zhihe
- św. Jan Wang Rui
- św. Jan Zhang Huan
- św. Jan Zhang Jingguang
- św. Józef Zhang Wenlan
- św. Patryk Dong Bodi
- św. Paweł Chen Changpin

Świeccy katechiści
- św. Agata Lin Zhao
- św. Hieronim Lu Tingmei
- św. Jan Chen Xianheng
- św. Jan Zhang Tianshen
- św. Joachim Hao Kaizhi
- św. Józef Zhang Dapeng
- św. Łucja Yi Zhenmei
- św. Marcin Wu Xuesheng
- św. Piotr Liu Wenyuan
- św. Piotr Wu Gousheng
- św. Szymon Qin Chunfu
- św. Wawrzyniec Wang Bing

Pozostali świeccy
- św. Andrzej Wang Tianqing
- św. Anna An Jiao
- św. Anna An Xin
- św. Anna Wang
- św. Agnieszka Cao Guiying
- św. Barbara Cui Lian
- św. Chi Zhuzi
- św. Elżbieta Qin Bian
- św. Franciszek Zhang Rong
- św. Jakub Yan Guodong
- św. Jakub Zhao Quanxin
- św. Jan Chrzciciel Luo Tingyin
- św. Jan Chrzciciel Wu Mantang
- św. Jan Chrzciciel Zhao Mingxi
- św. Jan Chrzciciel Zhu Wurui
- św. Jan Wang Kuixin
- św. Jan Wu Wenyin
- św. Józef Ma Taishun
- św. Józef Wang Kuiju
- św. Józef Wang Yumei
- św. Józef Yuan Gengyin
- św. Lang Yang
- św. Łucja Wang Cheng
- św. Łucja Wang Wang
- św. Magdalena Du Fengju
- św. Maria An Guo
- św. Maria An Linghua
- św. Maria Du Tian
- św. Maria Du Zhao
- św. Maria Fan Kun
- św. Maria Fu Guilin
- św. Maria Guo Li
- św. Maria Qi Yu
- św. Maria Wang Li
- św. Maria Zhao
- św. Maria Zhao Guo
- św. Maria Zheng Xu
- św. Maria Zhu Wu
- św. Marek Ji Tianxiang
- św. Marta Wang Luo Mande
- św. Mateusz Feng De
- św. Paweł Ge Tingzhu
- św. Paweł Lang Fu
- św. Paweł Liu Jinde
- św. Paweł Wu Anju
- św. Paweł Wu Wanshu
- św. Piotr Li Quanhui
- św. Piotr Liu Ziyu
- św. Piotr Wang Erman
- św. Piotr Wang Zuolong
- św. Piotr Wu Anbang
- św. Piotr Zhang Banniu
- św. Piotr Zhao Mingzhen
- św. Piotr Zhu Rixin
- św. Rajmund Li Quanzhen
- św. Róża Chen Aijie
- św. Róża Fan Hui
- św. Róża Zhao
- św. Szymon Chen Ximan
- św. Szymon Qin Chunfu
- św. Teresa Chen Jinjie
- św. Teresa Zhang He
- św. Tomasz Shen Jihe
- św. Wawrzyniec Bai Xiaoman
- św. Zhang Huailu